# Giovanni Bergese
Giovanni Bergese (Savigliano, 13 settembre 1935 – Pouso Alegre, 21 marzo 1996) è stato un arcivescovo cattolico italiano, primo vescovo di Guarulhos e secondo arcivescovo metropolita di Pouso Alegre.

## Biografia
Fu ordinato sacerdote il 1º dicembre 1963.
L'11 febbraio 1981 fu nominato primo vescovo di Guarulhos. Ricevette l'ordinazione episcopale il 5 aprile dello stesso anno per imposizione delle mani dell'arcivescovo Carmine Rocco.
Il 5 maggio 1991 fu nominato secondo arcivescovo metropolita di Pouso Alegre.

## Genealogia episcopale
La genealogia episcopale è:
- Cardinale Scipione Rebiba
- Cardinale Giulio Antonio Santori
- Cardinale Girolamo Bernerio, O.P.
- Arcivescovo Galeazzo Sanvitale
- Cardinale Ludovico Ludovisi
- Cardinale Luigi Caetani
- Cardinale Ulderico Carpegna
- Cardinale Paluzzo Paluzzi Altieri degli Albertoni
- Papa Benedetto XIII
- Papa Benedetto XIV
- Papa Clemente XIII
- Cardinale Marcantonio Colonna
- Cardinale Giacinto Sigismondo Gerdil, B.
- Cardinale Giulio Maria della Somaglia
- Cardinale Carlo Odescalchi, S.I.
- Cardinale Costantino Patrizi Naro
- Cardinale Lucido Maria Parocchi
- Papa Pio X
- Cardinale Gaetano De Lai
- Cardinale Raffaele Carlo Rossi, O.C.D.
- Cardinale Amleto Giovanni Cicognani
- Arcivescovo Carmine Rocco
- Arcivescovo Giovanni Bergese